# Artritis
L'artritis (ant. dolor de les juntures) és la inflamació d'una articulació, caracteritzada per dolor, limitació de moviments, inflor de les articulacions i calor local. Existeix un altre terme que es confon amb l'artritis, l'artrosi o osteoartritis, que correspon a un trastorn degeneratiu del cartílag de l'articulació.
Existeixen nombroses malalties i síndromes que poden produir artritis, per exemple:
- Artritis per microcristalls: com la gota o la condrocalcinosi.[2]
- Artritis neuropàtica: produïda per lesions del sistema nerviós, com és el cas de l'artropatia de Charcot.[3]
- Artritis reumatoide i les seues variants: d'origen multifactorial.[4]
- Artritis infecciosa o sèptica: d'origen víric,[5] parasitari,[6] micòtic[7] o bacterià.[8]
- Malalties sistèmiques: com les d'origen cutani (artritis psoriàsica),[9] digestiu (artritis associada a malaltia inflamatòria intestinal),[10] nerviós (artritis neuropàtica)...
- Artritis reactiva: en resposta a factors múltiples.[11]

## Descripció
Artritis significa 'inflamació de l'articulació', i hi ha diferents malalties que l'ocasionen. L'artritis afecta una o moltes articulacions i es caracteritza per produir dolor, rigidesa, inflor i dificultats per a moure les articulacions. Quan en una persona l'artritis afecta més de quatre articulacions perifèriques es diu que presenta una poliartritis. La poliartritis és un dels quadres clínics més importants en reumatologia, ja que es pot presentar en la majoria de malalties reumàtiques inflamatòries. Les artritis poden manifestar-se en persones de totes les edats, des d'infants fins a adults. Alguns tipus d'artritis poden curar-se, però molts són crònics i requereixen tractaments continuats.
L'artritis reumatoide és la malaltia més freqüent que ocasiona poliartritis crònica, i afecta una de cada dues-centes persones (200.000 afectats a l'estat espanyol). Es presenta sobretot entre les dones i sol aparèixer entre els 45 i els 55 anys. Les artritis d'inici infantil o juvenil, quan afecten nens fins als setze anys, són poc habituals, però poden arribar a ser greus perquè, a més, poden alterar el creixement.

## Causes
En alguns casos, l'artritis pot ser deguda a una infecció de l'articulació, generalment per un bacteri, però en la majoria dels casos la causa és desconeguda. En les artritis cròniques inflamatòries hi ha un trastorn del sistema immunitari que indueix la persistència de la inflamació i, probablement, també hi ha una predisposició genètica subjacent.
Els factors mediambientals, com la humitat i el clima, no desencadenen l'artritis, però poden contribuir al fet que es noti més el dolor en les articulacions danyades.

## Símptomes
Els símptomes més habituals i comuns són: 
- Inflor i dolor de les articulacions, que millora amb els moviments i empitjora amb el repòs. Totes les articulacions del cos, com les de les mans i les dels peus, els canells, els colzes, les espatlles, el maluc, els genolls i els turmells poden tenir malalties articulars, tot i que segons el tipus d'artritis predominen sobretot en unes o unes altres articulacions; rigidesa articular matinal, que pot tenir una durada variable.
- Dificultat per moure les articulacions afectades; deformació progressiva de les articulacions i pèrdua de la mobilitat articular, i
- Calor i enrogiment de la pell sobre les articulacions afectades. Apareix únicament en les artritis que apareixen de manera molt aguda (com per exemple, la gota), i són típicament absents en les artritis cròniques.[13]

També poden aparèixer altres manifestacions generals en funció del tipus d'artritis, com:
- fatiga
- febre[16]
- pèrdua de pes
- pèrdua de la gana

En els reumatismes crònics inflamatoris no és un fet inusual que a més de les articulacions estigin afectades altres estructures corporals, com els ronyons, els pulmons o el sistema nerviós.

## Diagnòstic
El metge o la metgessa pot realitzar el diagnòstic a partir de l'historial clínic i d'un examen físic de la persona afectada, incloent-hi una exploració de les articulacions. També pot demanar proves més específiques per determinar el tipus d'artritis i descartar-ne altres malalties. Aquestes proves són anàlisis de sang, ultrasonografies, radiografies i exàmens del líquid sinovial (líquid transparent i viscós que lubrifica les articulacions).

## Tractament
Alguns tipus d'artritis, com les d'origen infecciós, tenen un tractament específic i curatiu. Altres malalties, com la gota, es controlen molt bé amb el tractament, però en el cas de les poliartritis cròniques inflamatòries no existeix un tractament curatiu. El que hi ha són medicaments per alleujar-ne els símptomes, com els analgèsics (paracetamol), els antiinflamatoris no esteroidals (ibuprofèn, naproxèn i d'altres) i els glucocorticoides.
En el cas de l'artritis reumatoide, a banda dels fàrmacs per a tractar la simptomatologia, s'utilitzen també medicaments antireumàtics modificadors de la malaltia com metotrexat, sulfasalazina, hidroxicloroquina, certolizumab pegol, iguratimod, leflunomida, etc., que serveixen per a frenar l'activitat inflamatòria. Actualment, també es disposa de fàrmacs biològics, d'ús hospitalari, que s'administren per via subcutània o intravenosa i que s'utilitzen en els casos resistents a altres tractaments.
Si la inflamació articular és persistent, poden realitzar-se infiltracions amb corticoides en la mateixa articulació. En els casos més greus d'artritis, es pot recórrer a la cirurgia per reemplaçar l'articulació.